# Schwarzer Bär (Berg)
Mit Schwarzer Bär wird ein bewaldetes Bergmassiv im westlichen Erzgebirge bezeichnet. Es befindet sich zwischen den Johanngeorgenstädter Ortsteilen Steinbach und Henneberg und der Grenze zu Tschechien.
Geologische Besonderheit des Gebietes ist ein langer Gang eines porphyrischen Mikrogranits auf Schieferuntergrund. Es gibt weder auf dem Berg noch an seinen Hängen Bebauungen. Dagegen durchziehen viele Wege das Waldgebiet, die nach ihrer Nutzung benannt sind wie der Butterweg, auf dem in früheren Jahrhunderten Frauen landwirtschaftliche Produkte aus Böhmen in das sächsische Erzgebirge brachten, die Eisenstraße oder der Lorenzweg, der zu einer Erzgrube St. Lorenz führte. 
Hochmoorflächen, Baummoore oder vernässte Plateaus sind um den Schwarzen Bär kartiert worden. Vorherrschende Bäume sind Fichten und Tannen; die im 16. Jahrhundert nachgewiesenen Rotbuchen und Ahorne sind dagegen durch deren intensive Nutzung kaum noch vorzufinden.
Südlich vom Schwarzen Bären liegt der Kleine Kranichsee.

## Quelle
- Siegfried Sieber: Um Aue, Schwarzenberg und Johanngeorgenstadt. Ergebnisse der heimatkundlichen Bestandsaufnahme in den Gebieten von Aue und Johanngeorgenstadt. Akademie-Verlag Berlin 1974. Seite 190ff